# Амирилаев, Адам Баширович
Адам Баширович Амирилаев (20 мая 1963, Буртунай, Дагестанская АССР, СССР) — депутат Государственной Думы V и VI созыва от «Единой России». Заместитель председателя Комитета Государственной Думы по делам общественных объединений и религиозных организаций, член фракции «Единая Россия».

## Биография
Адам Амиралиев родился 20 мая 1963 года в Буртунае.
В 1997 году окончил Махачкалинский Институт Управления и Бизнеса, в 2000 — юридический факультет Дагестанского государственного университета, и в 2001 году — Уфимский государственный нефтяной технический университет.

### Профессиональная деятельность
В 1997 году занял должность руководителя нефтеперерабатывающего завода «Каспий-1» в городе Махачкала (Республика Дагестан), входящего в структуру «Дагнефти» (подразделение «Роснефти»).
В 1998 году назначен на должность первого заместителя генерального директора ОАО НК «Роснефть-Дагнефть».
В 2000 году назначен на должность генерального директора ОАО НК «Роснефть-Дагнефть».

### Деятельность в Государственной думе РФ
2 декабря 2007 года Адам Амирилаев принял участие в выборах Государственной Думы пятого созыва. Выдвигался по спискам политической партии «Единая Россия». По результатам выборов прошел в Государственную думу, которая начала работу 24 декабря 2007 года. В Думе пятого созыва занимал должность заместителя председателя Комитета Государственной Думы по делам общественных объединений и религиозных организаций. 4 декабря 2011 года Адам Амирилаев вновь принял участие в выборах Государственной Думы шестого созыва. Как и прошлый раз выдвигался по спискам политической партии «Единая Россия». По результатам выборов прошел в Государственную думу, которая начала работу 21 декабря 2011 года. В Думе шестого созыва Амиралиев был членом комитета Государственной Думы по делам общественных объединений и религиозных организаций. В феврале 2012 года Амиралиев сложил депутатские полномочия по собственной инициативе, проработал в Думе шестого созыва менее 2 месяцев.
В 2011 году Адам Амиралиев вместе с 18 депутатами Народного собрания республики Дагестан и другими известными деятелями из Республики Дагестан ходатайствовал об избрании меры пресечения, не связанной с лишением свободы для чемпиона мира по смешанным единоборствам Расула Мирзаева, который обвинялся в непреднамеренном убийстве московского студента Ивана Агафонова.

### После ухода из Государственной думы
25 января 2012 года Амиралиев был назначен руководителем Управления Федеральной службы государственной регистрации, кадастра и картографии по Республике Дагестан. Находился на должности до октября 2014 года.

## Обвинения в оказании давления на следствие
18 ноября 2009 года Председатель Следственного комитета при прокуратуре Российской Федерации Александр Бастрыкин пожаловался руководству Государственной Думы на группу депутатов, которые стали активно использовать депутатские запросы для личных и пропагандистских целей. В списке Бастрыкина всего оказалось 6 депутатов Госдумы, в их числе четыре единоросса, один член КПРФ и один член ЛДПР. В их числе было и имя Адама Амиралиева. Бастрыкин указал, что Адам Амиралиев предложил заменить меру пресечения с содержания под стражей на подписку о невыезде участнику бандформирования Магомедгичиеву, мотивируя это своим давним знакомством с семьей Магомедгичиевых. В Думе встретили обращение Бастрыкина негативно. Письмо было написано вскоре после выступления Александра Бастрыкина перед депутатами Думы 7 октября 2009 года. Хинштейн сказал, что «письмо было написано на эмоциях», который не особо приветливо встретил Бастрыкина в Думе 7 октября.

## Состояние и доходы
Согласно последней поданной декларации в 2011 году доход за 2010 год составил 1 954 109,78 рублей.
Имел в собственности недвижимое имущество: жилой дом в Республике Дагестан общей площадью 211.8 м² (в совместной собственности). А также две квартиры в Республике Дагестан площадью 54.0 м² и 116.0 кв. м.
Также в собственности транспортные средства — автомобиль легковой Lexus 2009 года выпуска, автомобиль легковой BMW 2007 года выпуска, автомобиль легковой Toyota 2004 года выпуска.
Имел в распоряжении в акции, в том числе 55 штук ОАО НК «Роснефть-Дагнефть» (обыкновенных) и 65 штук ОАО НК «Роснефть-Дагнефть» (привилегированных).
В 2006 году имел годовой доход 1 957 162,00 рублей, недвижимое имущество в количестве двух квартир в Республике Дагестан, 54.0 м² и 116.8 м², транспортные средства автомобиль легковой Toyota, автомобиль легковой ВАЗ 21093 1996 года выпуска, счет на 200 783,0 рублей в Мастер-Банке, а также акции на 0,02 % ОАО «НК „Роснефть“-Дагнефть».

## Личная жизнь
Женат на дочери Гаджи Махачева (который являлся главой совета директоров «Дагнефти», работал депутатом Государственной Думы третьего и четвёртого созывов).